# Gonna Know We Were Here
«Gonna Know We Were Here» — песня американского кантри-певца Джейсона Олдина, вышедшая 17 августа 2015 года в качестве четвёртого сингла из шестого студийного альбома Олдина Old Boots, New Dirt (2014). Песню написали Бретт Биверс и Бретт Джеймс.

## Отзывы
Рецензия в журнале Taste of Country была положительной: «Джейсон Олдин занимается созданием радиохитов, и „Gonna Know We Were Here“ не ослушался. Этот энергичный кантри-рокер остается верным проверенной формуле певца. Это песня, которую его поклонники захотят включить погромче и побыстрее».

## Музыкальное видео
Режиссером клипа выступил Шон Сильва, премьера состоялась в октябре 2015 года.

## Чарты
Песня «Gonna Know We Were Here» заняла 2-е место в чарте Billboard Country Airplay и 5-е место в чарте Billboard Hot Country Songs, став десятым синглом Олдина, которому не удалось занять первое место ни в одном из чартов. По состоянию на январь 2016 года в США было продано 204 000 копий.
| Чарт (2015—2016)                    | Высшая позиция |
| ----------------------------------- | -------------- |
| Канада (Billboard Canadian Hot 100) | 52             |
| Канада (Billboard Country)          | 2              |
| США (Billboard Hot 100)             | 54             |
| США (Billboard Country Airplay)     | 2              |
| США (Billboard Hot Country Songs)   | 5              |

| Чарт (2015)                      | Позиция |
| -------------------------------- | ------- |
| US Country Airplay (Billboard)   | 64      |
| US Hot Country Songs (Billboard) | 78      |

| Чарт (2016)                      | Позиция |
| -------------------------------- | ------- |
| US Country Airplay (Billboard)   | 49      |
| US Hot Country Songs (Billboard) | 64      |